# وليد خدوري
الدكتور وليد خدوري وهو عراقي، من الصحافيين والخبراء البارزين في شؤون النفط.

## عنه
ولد في بغداد، وتركها باكراً وحصل على الدكتوراه من جامعة جون هوبكنز في واشنطن في العلاقات الدولية، ثم عمل مدرساً في قسم العلوم السياسية في جامعة الكويت، ومديراً لإدارة الإعلام في منظمة الأقطار العربية المصدّرة للنفط «اوابك».
وعمل منذ عام 1981 رئيساً لتحرير نشرة «ميدل ايست ايكونوميك سيرفي» (ميس)، التي تصدر في قبرص وهي متخصصة في الشؤون النفطية والاقتصادية، ثم انتقل إلى صحيفة «الحياة» رئيساً للقسم الاقتصادي، حتى أصيب بجلطة في الدماغ، تحوّل بعدها إلى كاتب اسبوعي في الصحيفة ذاتها.